# Contea di Clatsop
La contea di Clatsop (in inglese Clatsop County) è una contea dello Stato dell'Oregon, negli Stati Uniti. La popolazione al censimento del 2000 era di 35 630 abitanti. Il capoluogo di contea è Astoria.

## Geografia
La contea si trova nel nord-ovest dello Stato. Il confine nord è segnato dal fiume Columbia, mentre a ovest si affaccia sull'Oceano Pacifico.
Astoria, il capoluogo, è l'insediamento americano più antico a ovest delle Montagne Rocciose. Altri centri importanti sono Seaside, Cannon Beach e Warrenton.

### Contee confinanti
- Contea di Pacific (Washington) - nord
- Contea di Wahkiakum (Washington) - nord-est
- Contea di Columbia - est
- Contea di Washington - sud-est
- Contea di Tillamook - sud

## Storia
La contea fu creata nel 1844 e i confini furono ridefiniti nel 1845 e nel 1853. Deve il suo nome ai nativi Clatsop, una tribù Chinook.

## Comuni

### Cities
- Astoria (capoluogo)
- Cannon Beach
- Gearhart
- Seaside
- Warrenton